# 艾伦·丘吉尔·森普尔

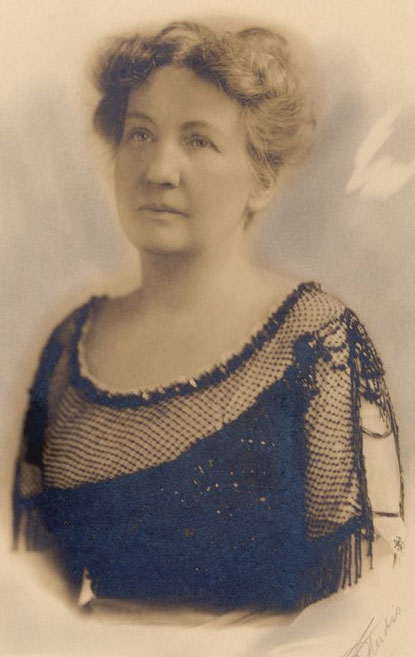
艾伦·丘吉尔·森普尔

艾伦·丘吉尔·森普尔（Ellen Churchill Semple，1863年1月8日－1932年5月8日）是一位美国地理学家以及人文地理学學者，並研究环境保护主义、環境決定論等相關概念，也是美国地理学家协会的首位女主席。